# مومين (أنمي)
مومين هو أنمي يتكون من 65 حلقة بدأ عرضه في 5 أكتوبر 1969 واستمر حتى 27 ديسمبر 1970 وهو من إنتاج استديو طوكيو موفي شينشا وموشي برودكشن وزييو.

## روابط خارجية
- مومين على موقع IMDb (الإنجليزية)
- مومين على موقع ليتربوكسد (الإنجليزية)
- مومين على موقع كينوبويسك (الروسية)
- مومين على موقع قاعدة بيانات الفيلم (الإنجليزية)
- مومين على موقع ANN anime (الإنجليزية)